# 펄라이트 (철)
펄라이트(Pearlite)는 오스테나이트가 페라이트와 시멘타이트로 공석반응에 따라 변태하여 생기는 라멜라상의 교대 구조이다. 급랭에 의해 생기는 베이나이트와는 구조가 다르다.
지구에서 가장 튼튼한 구조대량자재 중 하나이다.

## 공석강
공석강(Eutectoid steel)은 원칙적으로는 온전히 펄라이트로 변환이 가능하다. 공석강의 응용 예로는 절삭공구, 고강도 철사, 나이프, 끌, 못 등이 있다.